# Gouvernement Lipponen II
République de Finlande
Lipponen I Jäätteenmäki
Le gouvernement Lipponen II (Lipposen II hallitus, en finnois, Regeringen Lipponen II, en suédois) est le gouvernement de la République de Finlande entre le 15 avril 1999 et le 17 avril 2003, durant la trente-troisième législature de la Diète nationale.

## Coalition et historique
Il est dirigé par le Premier ministre social-démocrate sortant Paavo Lipponen.
Il est constitué d'une coalition, appelée « coalition Arc-en-ciel », entre le Parti social-démocrate de Finlande (SDP), le Parti de la Coalition nationale (Kok), l'Alliance de gauche (Vas), la Ligue verte (Vihr) et le Parti populaire suédois (SFP), qui disposent ensemble de 139 députés sur 200 à la Diète nationale, soit 69,5 % des sièges.

### Formation
Il a été formé à la suite des élections législatives du 21 mars 1999 et succède au gouvernement Lipponen I, constitué de la même alliance. Le 31 mai 2002, la Vihr annonce son retrait de la coalition, qui passe alors à 128 députés sur 200 à la Diète nationale, soit 64 % des sièges, afin de marquer son opposition à la construction d'un nouveau réacteur nucléaire à Olkiluoto.

### Succession
Aux élections législatives du 17 mars 2003, le Parti du centre (Kesk), dans l'opposition depuis 1995, redevient le premier parti du pays. Il s'associe alors avec le SDP et le SFP, sa présidente Anneli Jäätteenmäki constituant ainsi son gouvernement.

## Composition

### Initiale (15 avril 1999)
- Les nouveaux ministres sont indiqués en gras, ceux ayant changé d'attributions en italique.

| Portefeuille                                       | Titulaire | Titulaire           | Parti |
| -------------------------------------------------- | --------- | ------------------- | ----- |
| Premier ministre                                   |           | Paavo Lipponen      | SDP   |
| Vice-Premier ministre Ministre des Finances        |           | Sauli Niinistö      | Kok   |
| Ministre des Affaires étrangères                   |           | Tarja Halonen       | SDP   |
| Ministre du Commerce extérieur et du Développement |           | Kimmo Sasi          | Kok   |
| Ministre de la Justice                             |           | Johannes Koskinen   | SDP   |
| Ministre de l'Intérieur                            |           | Kari Häkämies       | Kok   |
| Ministre des Affaires régionales et locales        |           | Martti Korhonen     | Vas   |
| Ministre de la Défense                             |           | Jan-Erik Enestam    | SFP   |
| Ministre délégué au ministère des Finances         |           | Suvi-Anne Siimes    | Vas   |
| Ministre de l'Éducation                            |           | Maija Rask          | SDP   |
| Ministre de la Culture                             |           | Suvi Lindén         | Kok   |
| Ministre de l'Agriculture et des Forêts            |           | Kalevi Hemilä       | Sans  |
| Ministre des Transports                            |           | Olli-Pekka Heinonen | Kok   |
| Ministre du Commerce et de l'Industrie             |           | Erkki Tuomioja      | SDP   |
| Ministre des Affaires sociales et de la Santé      |           | Maija Perho         | Kok   |
| Ministre des Services sanitaires et sociaux        |           | Eva Biaudet         | SFP   |
| Ministre du Travail                                |           | Sinikka Mönkäre     | SDP   |
| Ministre de l'Environnement                        |           | Satu Hassi          | Vihr  |

### Remaniement du 25 février 2000
- Les nouveaux ministres sont indiqués en gras, ceux ayant changé d'attributions en italique.

| Portefeuille                                                                       | Titulaire | Titulaire                                            | Parti |
| ---------------------------------------------------------------------------------- | --------- | ---------------------------------------------------- | ----- |
| Premier ministre                                                                   |           | Paavo Lipponen                                       | SDP   |
| Vice-Premier ministre                                                              |           | Sauli Niinistö (jusqu'au 30/08/2001) Ville Itälä     | Kok   |
| Ministre des Affaires étrangères                                                   |           | Erkki Tuomioja                                       | SDP   |
| Ministre du Commerce extérieur et du Développement                                 |           | Kimmo Sasi (jusqu'au 04/01/2002) Jari Vilén          | Kok   |
| Ministre de la Justice                                                             |           | Johannes Koskinen                                    | SDP   |
| Ministre de l'Intérieur                                                            |           | Kari Häkämies (jusqu'au 01/09/2000) Ville Itälä      | Kok   |
| Ministre des Affaires régionales et locales                                        |           | Martti Korhonen                                      | Vas   |
| Ministre de la Défense                                                             |           | Jan-Erik Enestam                                     | SFP   |
| Ministre des Finances                                                              |           | Sauli Niinistö                                       | Kok   |
| Ministre délégué au ministère des Finances                                         |           | Suvi-Anne Siimes                                     | Vas   |
| Ministre de l'Éducation                                                            |           | Maija Rask                                           | SDP   |
| Ministre de la Culture                                                             |           | Suvi Lindén                                          | Kok   |
| Ministre de l'Agriculture et des Forêts                                            |           | Kalevi Hemilä (jusqu'au 01/02/2002) Raimo Tammilehto | Sans  |
| Ministre des Transports Ministre des Transports et des Communications (01/09/2000) |           | Olli-Pekka Heinonen (jusqu'au 04/01/2002) Kimmo Sasi | Kok   |
| Ministre du Commerce et de l'Industrie                                             |           | Sinikka Mönkäre                                      | SDP   |
| Ministre des Affaires sociales et de la Santé                                      |           | Maija Perho                                          | Kok   |
| Ministre des Services sanitaires et sociaux                                        |           | Eva Biaudet (jusqu'au 14/04/2000)                    | SFP   |
| Ministre des Services sanitaires et sociaux                                        |           | Osmo Soininvaara (jusqu'au 19/04/2002)               | Vihr  |
| Ministre des Services sanitaires et sociaux                                        |           | Eva Biaudet                                          | SFP   |
| Ministre du Travail                                                                |           | Tarja Filatov                                        | SDP   |
| Ministre de l'Environnement                                                        |           | Satu Hassi                                           | Vihr  |

### Remaniement du 31 mai 2002
- Les nouveaux ministres sont indiqués en gras, ceux ayant changé d'attributions en italique.

| Portefeuille                                       | Titulaire | Titulaire                                          | Parti |
| -------------------------------------------------- | --------- | -------------------------------------------------- | ----- |
| Premier ministre                                   |           | Paavo Lipponen                                     | SDP   |
| Vice-Premier ministre Ministre de l'Intérieur      |           | Ville Itälä                                        | Kok   |
| Ministre des Affaires étrangères                   |           | Erkki Tuomioja                                     | SDP   |
| Ministre du Commerce extérieur et du Développement |           | Jari Vilén                                         | Kok   |
| Ministre de la Justice                             |           | Johannes Koskinen                                  | SDP   |
| Ministre des Affaires régionales et locales        |           | Martti Korhonen                                    | Vas   |
| Ministre de la Défense                             |           | Jan-Erik Enestam                                   | SFP   |
| Ministre des Finances                              |           | Sauli Niinistö                                     | Kok   |
| Ministre délégué au ministère des Finances         |           | Suvi-Anne Siimes                                   | Vas   |
| Ministre de l'Éducation                            |           | Maija Rask                                         | SDP   |
| Ministre de la Culture                             |           | Suvi Lindén (jusqu'au 05/06/2002) Kaarina Dromberg | Kok   |
| Ministre de l'Agriculture et des Forêts            |           | Jari Koskinen                                      | Kok   |
| Ministre des Transports et des Communications      |           | Kimmo Sasi                                         | Kok   |
| Ministre du Commerce et de l'Industrie             |           | Sinikka Mönkäre                                    | SDP   |
| Ministre des Affaires sociales et de la Santé      |           | Maija Perho                                        | Kok   |
| Ministre des Services sanitaires et sociaux        |           | Eva Biaudet                                        | SFP   |
| Ministre du Travail                                |           | Tarja Filatov                                      | SDP   |
| Ministre de l'Environnement                        |           | Jouni Backman                                      | SDP   |